# Soricidae
I Soricidi (Soricidae G. Fischer, 1814) sono una famiglia di mammiferi eulipotifli comunemente noti come Toporagni.
Nonostante la somiglianza superficiale di alcuni membri di questa famiglia al topolino comune, i soricidi appartengono al clade laurasiatheria e sono quindi filogeneticamente assai più prossimi ai carnivori (canidi, felidi, ursidi, ecc.) e ai cetacei che non ai roditori.

## Descrizione

### Dimensioni
I soricidi comprendono tutti i toporagni, generalmente di piccole dimensioni che variano dal mustiolo etrusco, considerato il più piccolo mammifero terrestre vivente di soli 3 g di peso e una lunghezza della testa e del corpo fino a 54 mm, a Crocidura goliath, con la lunghezza della testa e del corpo fino a 175 mm e un peso fino a 76 g.

### Caratteristiche ossee e dentarie
Diversi autori ritengono questa famiglia primitiva e generalizzata, tuttavia non viene tenuto conto in questa affermazione di specializzazioni craniche e dentarie uniche tra tutti i mammiferi. Il cranio è principalmente delicato ed allungato, con un rostro sottile ed affusolato e una scatola cranica rotonda tendenzialmente poco appiattita, privo di processi post-orbitali, di arcate zigomatiche e delle due bolle uditive, a causa del quale le ossa timpaniche non sono unite al resto della struttura ossea. Le sue suture si fondono già durante i primi anni di vita. Il condilo mandibolare presenta una doppia articolazione con il cranio e la sua struttura è determinante nella distinzione tra le due sottofamiglie viventi. La dentatura è invece assai caratteristica. I due incisivi superiori interni sono grandi, curvati in avanti e con uno sperone posteriore alla base ben sviluppato, quelli inferiori sono lunghi e praticamente disposti orizzontalmente.
Il notevole sviluppo dei denti anteriori ha provocato una riduzione in quelli contigui, ovvero i restanti incisivi, i canini e i primi premolari, i quali sono piccoli e forniti di una sola cuspide, da cui il nome di denti unicuspidati o antemolari e che nella maggior parte delle forme della sottofamiglia dei soricini hanno la punta pigmentata tra il castano e il violetto, a causa di un'alta concentrazione di ferro, il quale contribuisce a rendere ancora più dura e resistente l'estremità. I molari hanno la tipica disposizione delle cuspidi a W, riscontrata nella maggior parte dei mammiferi con alimentazione prevalentemente insettivora. Sulla mandibola sono sempre presenti 12 denti, tutti provvisti di radici. La dentatura decidua è sostituita completamente già prima della nascita. La clavicola è lunga e sottile, mentre la tibia e la fibula sono fuse tra loro. La struttura vertebrale del toporagno armato è talmente complessa da essere unica tra tutti i mammiferi.

### Aspetto
Il corpo del toporagno è generalmente snello, con gli arti brevi e la pelliccia corta, soffice e densa, priva di spine o aculei. Il colore generale del corpo varia principalmente dal grigio al marrone scuro o nerastro con le parti ventrali più chiare, eccetto che nel toporagno pezzato dove è presente un caratteristico mantello bicolore grigio e bianco. Il muso è lungo, appuntito e ricoperto di lunghe vibrisse, gli occhi sono molto piccoli e compressi dai muscoli temporali e facciali, sviluppati per permettere la sua notevole mobilità. Sui fianchi del corpo sono talvolta presenti delle masse ghiandolari che emanano una secrezione odorosa, più intensa durante la stagione riproduttiva. Altre forme inoltre possiedono delle ghiandole sotto la mandibola che durante il morso inoculano una sostanza velenosa, la quale è mortale per i piccoli invertebrati e dolorosa per l'uomo. Le orecchie sono piccole e spesso nascoste nella pelliccia. Le zampe hanno 5 dita, fornite ciascuna di un artiglio. La loro forma è generalmente semplice eccetto alcune specie semi-acquatiche, le quali hanno piedi palmati o frangiature di peli lungo i loro bordi. La coda è relativamente lunga tranne che in alcune specie semi-fossorie ed è ricoperta di scaglie e di piccoli peli. Nelle femmine della maggior parte delle specie il sistema genitale e quello urinario coincidono, con un'unica apertura verso l'esterno mentre nei maschi i testicoli sono incorporati nell'addome.

## Biologia
I soricidi sono prevalentemente terricoli o semi-acquatici, più raramente arboricoli o fossori. Si nutrono di invertebrati, dagli insetti ai molluschi gasteropodi terrestri, catturati nel substrato del sottobosco, dove sono sempre alla ricerca con il loro muso estremamente flessibile. Hanno un metabolismo molto elevato, e possono consumare quotidianamente una quantità di cibo equivalente a circa l'80-90% del proprio peso corporeo. Non entrano mai in uno stato di ibernazione durante i periodi più freddi. Sono animali generalmente solitari e notturni.
In alcune specie, particolarmente del genere Crocidura è presente un insolito comportamento, denominato carovanamento (in inglese caravanning). Si tratta di una peculiare interazione tra genitore e prole messa in atto quando un nido è disturbato, o semplicemente quando i giovani iniziano ad esplorare il mondo esterno ma non sono ancora del tutto indipendenti. La madre ed i cuccioli si dispongono in fila indiana, con il primo dei piccoli aggrappato alla groppa del genitore ed il successivo che morde la groppa del precedente, a formare una catena che si muove solidalmente, seguendo gli spostamenti dell'adulto.

## Distribuzione e habitat
La diffusione della famiglia è pressoché planetaria, con eccezione dell'Ecozona australasiana, delle isole oceaniche e delle regioni circumpolari. Nell'America meridionale è presente soltanto un genere, Cryptotis, limitato alle regioni nord-occidentali fino al Venezuela occidentale e al Perù settentrionale.

## Tassonomia

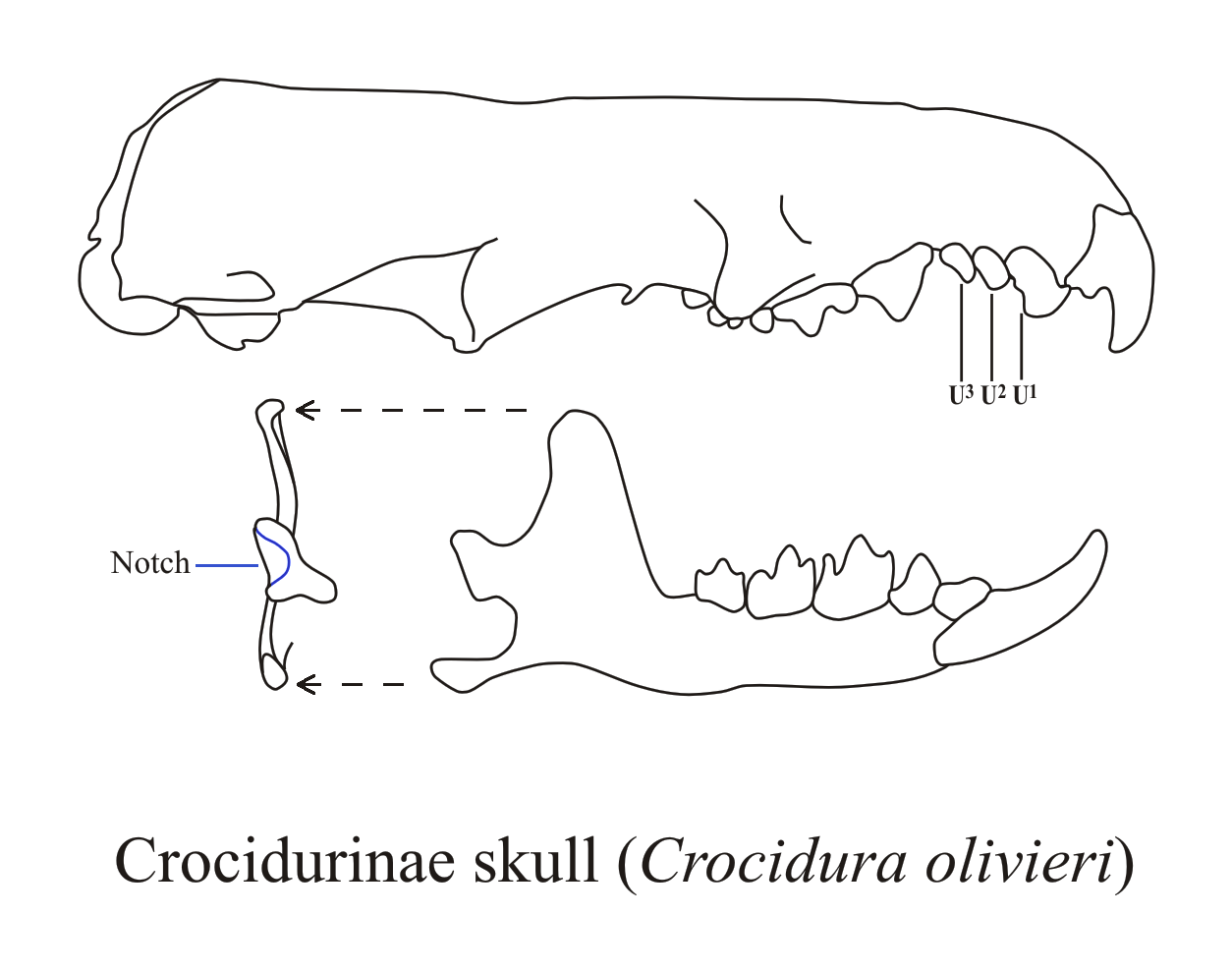
Fig.1

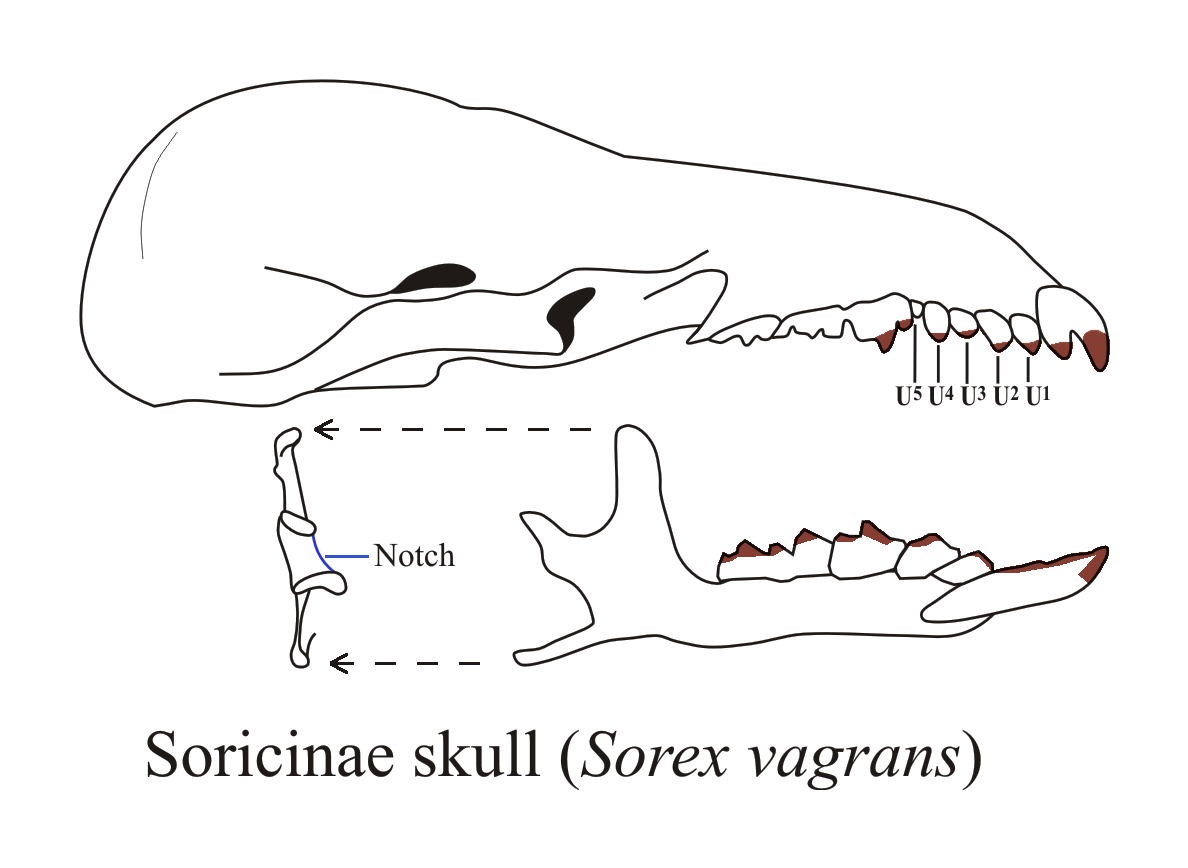
Fig.2

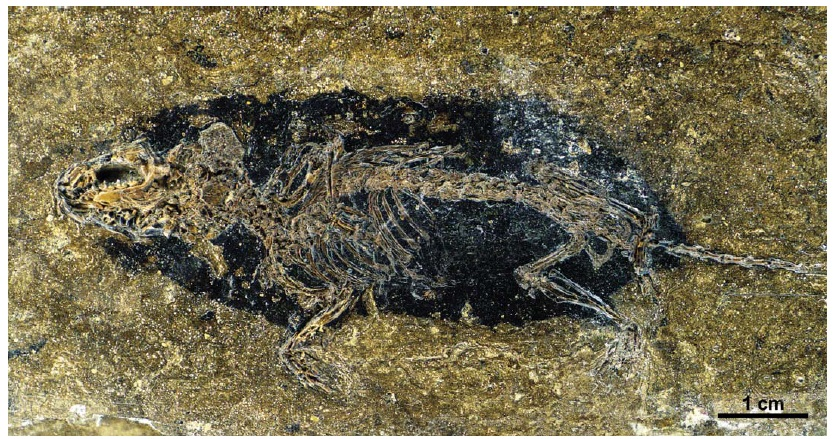
Fossile di Lusorex taishanensis

La famiglia è suddivisa in tre sottofamiglie viventi e 28 generi, più una sottofamiglia estinta comprendente 10 generi. 
- I denti non hanno la punta pigmentata. Il condilo mandibolare presenta un incavo verso l'interno (Fig.1).
  - Sottofamiglia Crocidurinae - Sono privi dei fori vascolari sulla parte superiore del cranio.
    - Sono presenti due denti unicuspidati su ogni semi-arcata superiore.
      - Diplomesodon

    - Sono presenti tre denti unicuspidati su ogni semi-arcata superiore.
      - Crocidura
      - Paracrocidura
      - Solisorex

    - Sono presenti quattro denti unicuspidati su ogni semi-arcata superiore.
      - Feroculus
      - Palawanosorex
      - Ruwenzorisorex
      - Scutisorex
      - Suncus
      - Sylvisorex

  - Sottofamiglia Myosoricinae - Sono presenti due fori vascolari sulla parte superiore del cranio.
    - Sono presenti tre denti unicuspidati su ogni semi-arcata superiore.
      - Congosorex
      - Surdisorex

    - Sono presenti quattro denti unicuspidati su ogni semi-arcata superiore.
      - Myosorex

    - Sono presenti cinque denti unicuspidati su ogni semi-arcata superiore.
      - Nagasorex
- I denti hanno la punta pigmentata, eccetto tre generi asiatici ed uno americano. Il condilo mandibolare presenta un incavo verso l'esterno (Fig.2).
  - Sottofamiglia Soricinae
    - Tribù Anourosoricini
      - Anourosorex

    - Tribù Blarinellini
      - Blarinella

    - Tribù Blarinini
      - Blarina
      - Cryptotis

    - Tribù Nectogalini
      - Chimarrogale
      - Chodsigoa
      - Crossogale
      - Episoriculus
      - Nectogale
      - Neomys
      - Nesiotites †
      - Soriculus

    - Tribù Notiosoricini
      - Megasorex
      - Notiosorex

    - Tribù Soricini
      - Sorex

  - Sottofamiglia Heterosoricinae †
    - Lusorex †
    - Domnina †
    - Quercysorex †
    - Trymylus †
    - Dinosorex †
    - Mongolosorex †
    - Gobisorex †
    - Pseudotrimylus †
    - Wilsonosorex †
    - Ingentisorex †
    - Paradomnina †